# Sjallamjauratj
Sjallamjauratj är en sjö i Gällivare kommun i Lappland och ingår i Luleälvens huvudavrinningsområde. Sjön har en area på 0,186 kvadratkilometer och ligger 500,2 meter över havet. Sjallamjauratj ligger i Sjaunja Natura 2000-område.

## Delavrinningsområde
Sjallamjauratj ingår i det delavrinningsområde (748931-162976) som SMHI kallar för Mynnar i Satihaure. Medelhöjden är 513 meter över havet och ytan är 3,24 kvadratkilometer. Det finns inga avrinningsområden uppströms utan avrinningsområdet är högsta punkten. Vattendraget som avvattnar avrinningsområdet har biflödesordning 3, vilket innebär att vattnet flödar genom totalt 3 vattendrag innan det når havet efter 329 kilometer. Avrinningsområdet består mestadels av skog (69 procent) och öppen mark (25 procent). Avrinningsområdet har 0,19 kvadratkilometer vattenytor vilket ger det en sjöprocent på 5,9 procent.